# Айвовый мармелад
Айвовый мармелад — сладкая, весьма густая масса, приготовленная из мякоти плодов айвы. На португальском языке называется просто «marmelada» (от «marmelo» — «айва»). Именно этот продукт и дал название всем прочим мармеладам в русском языке.

## История
Рецепт, вероятно, древнего происхождения; существует точка зрения, согласно которой он был известен уже римлянам и производился в римской провинции Сирия. После падения Римской империи, центром производства и употребления айвового мармелада стал Пиренейский полуостров — Испания и Португалия. Из Португалии, имевшей давние и тесные связи с Англией, слово «мармелад» попало в эту страну, где стало означать (и до сих пор означает) особый тип цитрусового джема. В русском же языке слово «мармелад» распространилось на несколько разных типов продуктов, в других языках не связанных между собой.
Из Испании и Португалии айвовый мармелад попал в колонизированную Латинскую Америку, где приобрёл широкую популярность в таких странах, как Аргентина и Уругвай. В тех странах, климат которых менее подходил для выращивания айвы, испанцы и португальцы создали аналог своего любимого айвового мармелада из плодов гуавы — гойябаду.

## Приготовление

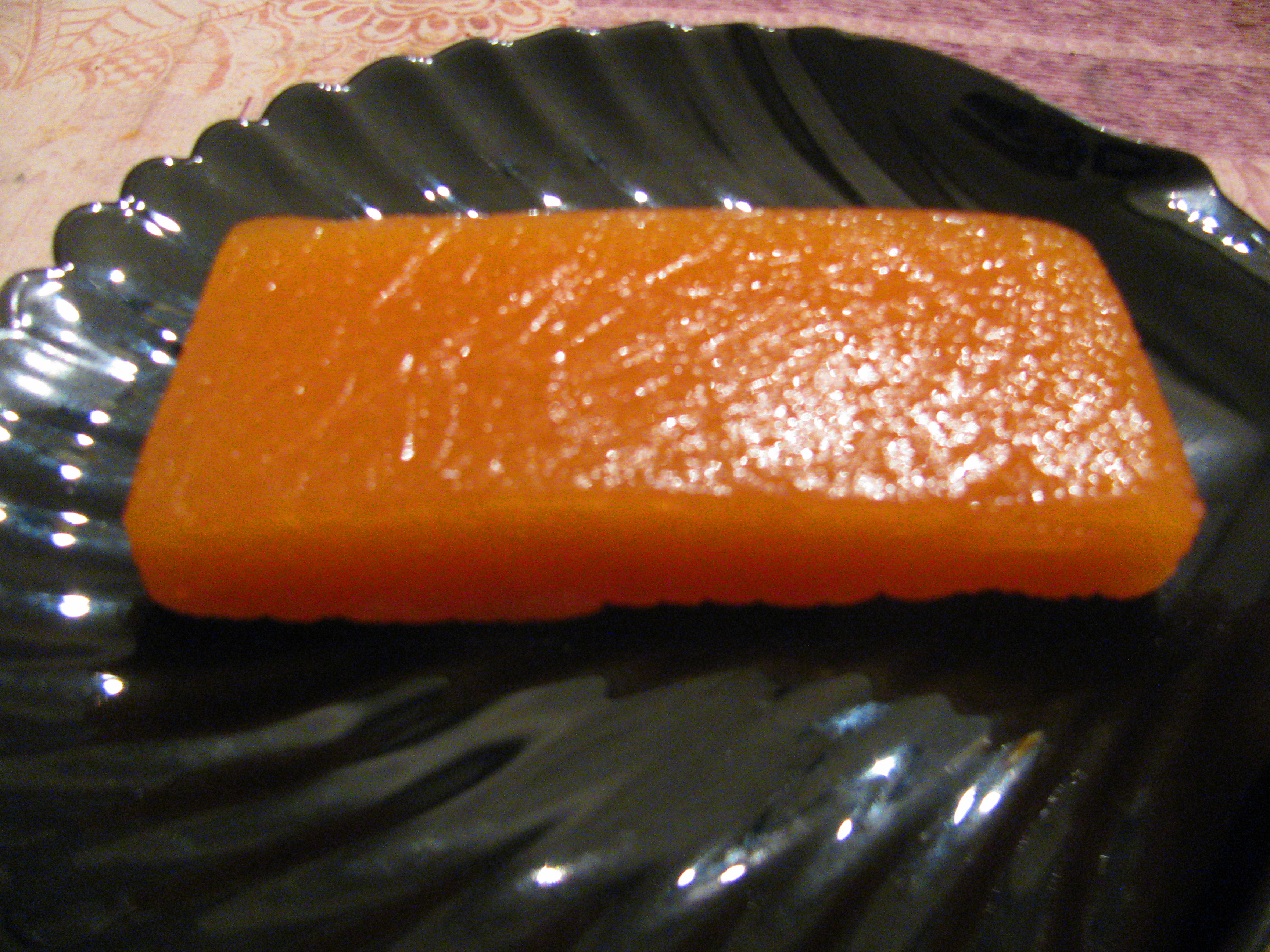
Айвовый мармелад из Воклюза, Прованс, Франция

Айвовый мармелад готовят из плодов айвы. Плоды очищают от кожуры и сердцевины, варят с не очень большим количеством воды и сахаром из расчета 500—1000 г сахара на килограмм мякоти айвы. Сегодня для этого в домашних условиях чаще всего используют скороварку. В скороварке мармелад приобретает светло-кирпичный цвет, а в обычной кастрюле, после длительного приготовления — темно-кирпичный. После этого мармелад выдерживают несколько дней, после чего он становится относительно твердым и достаточно плотным для того, чтобы удерживать свою форму. Вкус мармелада сладкий, но слегка вяжущий.
Айвовый мармелад чаще всего продаётся квадратными блоками, которые затем нарезают тонкими ломтиками и выкладывают поверх тостов или бутербродов. Популярностью пользуется употребление айвового мармелада на завтрак с хлебом, а также во время обеда, в качестве закуски или в качестве десерта, вместе с сыром определённых сортов, своих в каждом регионе (например, с сыром тетилья и бургосским сыром). Айвовый мармелад также часто используется в качестве начинки для разнообразной выпечки. Так, пастафрола, сладкий пирог, распространенный в Аргентине, Уругвае и Парагвае, аналог кростаты, обычно начиняется именно айвовым мармеладом.

## Региональные варианты

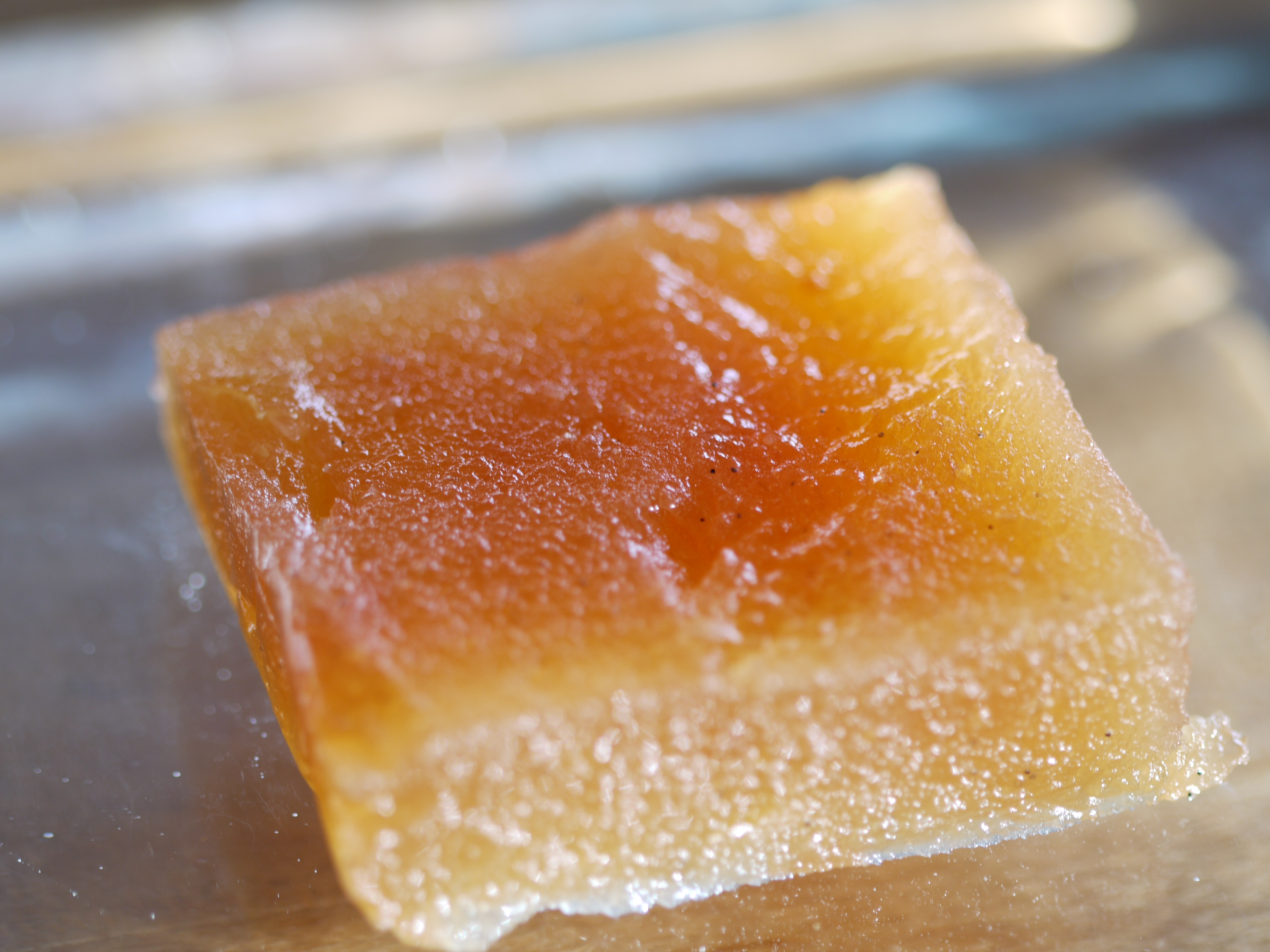
Айвовый мармелад

Хотя наибольшее значение айвовый мармелад имеет в испано- и португалоязычных странах, где является одним из самых известных блюд, он достаточно широко распространён и за их пределами.
Так, в Провансе айвовый мармелад (pâte de coing) является одним из 13 десертов, по традиции подаваемых на Рождество.
В Сербии, особенно в Воеводине, а также в континентальной Хорватии, то есть в Славонии, айвовый мармелад также широко известен. Здесь он называется «kitn(i)kes» — от немецкого «Quittenkäse». В Воеводине айвовый мармелад иногда готовят с добавлением мелко натертых грецких орехов, лесных орехов или тыквенных семечек. Иногда сахар заменяется здесь таким же количеством липового мёда.
В Венгрии айвовый мармелад называется «биршалмашайт» (досл. «айвовый сыр») и готовится с небольшим количеством лимонной цедры, корицы или гвоздики, часто добавляются в него и грецкие орехи. Венгерский ботаник Петер Мелиус Юхаш ещё в 1578 году упоминал айвовый сыр (мармелад), как фруктовый препарат с лечебными свойствами.
В Молдавии и Румынии айвовый мармелад известен под названием китоноагэ.
Айвовый мармелад существует в Италии (под названием «cotognata») но не имеет такого большого значения, как в Испании.
Айвовый сыр, фирменное блюдо Новой Англии 18-го века, требовалось кипятить в течение всего дня, чтобы достичь затвердевшего состояния, аналогичного французскому котиньяку.
Ближайшим российским аналогом айвового мармелада является пластовой яблочный мармелад. В странах Прибалтики распространён так называемый яблочный сыр: практически твёрдый яблочный мармелад, часто с добавлением грецких орехов, очень похожий на айвовый мармелад Венгрии и Воеводины.
Айвовый мармелад является одним из древнейших блюд европейской кухни, происходящим, вероятно, от айвового варенья, до сих пор распространённого в Закавказье, Пакистане и на Ближнем Востоке. Через римское посредство он распространился по всему Средиземноморью.
Айвовый мармелад значительно повлиял на европейские кулинарные традиции и языки. Однако, постепенно он утратил свои позиции в кухне большинства европейских стран за пределами Пиренейского полуострова, став фирменным маркером испано- и португалоязычной культуры.